# Rheydter Hütte
Die Rheydter Hütte ist eine Schutzhütte der Sektion Bergfreunde Rheydt des Deutschen Alpenvereins (DAV). Sie liegt in der Eifel in Deutschland. Es handelt sich um eine Selbstversorgerhütte. Sie ist ganzjährig geöffnet.

## Geschichte
Die Aufnahme der Sektion Bergfreunde Rheydt wurde am 29. Juni 1956 in Rheydt als Sektion Bergfreunde Rheydt des Deutschen Alpenvereins (DAV) beantragt, sie erfolgte aber erst im Januar 1957. Die Klettergruppe der Sektion Bergfreunde Rheydt zog es an den Wochenenden sehr oft in die Nordeifel, um dort in den Felsen ihre Kletterfähigkeit zu erlernen und zu üben. Sie wollten für Bergtouren in den Alpen gerüstet und gut vorbereitet sein. Aber der Weg von Rheydt in die Eifel war für einen Tag zu weit, deshalb suchte man dort einen Stützpunkt. Am 1. Mai 1958 fand man ein geeignetes Grundstück „Am Berg“ in Kleinhau, zunächst für eine längere Pachtzeit. 1966 konnte man das Gelände erwerben. Baubeginn der Hütte war am 28. Juni 1958. Die Hütte konnte am 2. Oktober 1960 fertig gestellt werden. Die offizielle Schlüsselübergabe und Einweihung der Hütte fand am 9. Oktober 1960 statt.

## Lage
Die Rheydter Hütte liegt inmitten der Nordeifel im Dorf Kleinhau in der Gemeinde Hürtgenwald im Kreis Düren.

## Zustieg
Es existiert ein Parkplatz zum Be- und Entladen am Haus, ein weiterer Parkplatz befindet sich 50 m oberhalb der Hütte.

## Hütten in der Nähe
- Duisburger Eifelhütte, Selbstversorgerhütte, (230 m ü. NHN)
- Mülheimer Eifelhütte, Selbstversorgerhütte, (185 m ü. NHN)
- Dürener Hütte, Selbstversorgerhütte, (350 m ü. NHN)
- Krefelder Eifelheim, Selbstversorgerhütte, (225 m ü. NHN)
- Kölner Eifelhütte, Selbstversorgerhütte, (214 m ü. NHN)
- Düsseldorfer Eifelhütte, Selbstversorgerhütte, (222 m ü. NHN)[3]

## Tourenmöglichkeiten
- Wandern im Nationalpark Nordeifel.[4]

## Klettermöglichkeiten
- Klettern in der Eifel[5]
- Klettern in der Eifel[6]

## Skifahren
- Skigebiete in der Eifel[7]

## Karten
- Eifelwandern 1 – Hohes Venn, Hürtgenwald, Rurtal: Wanderkarte mit Radwegen, Blatt 31-562, 1:25.000, Düren, Eschweiler, Kreuzau, Nideggen, Schmidt, (NaturNavi Wanderkarte mit Radwegen) Landkarte – Gefaltete Karte ISBN 978-3-96099-123-6
- Nationalpark Eifel, Wanderkarte 1:50.000, Nideggen – Monschau – Scheliden (Freytag & Berndt Wander-Rad-Freizeitkarten) Landkarte – Gefaltete Karte ISBN 978-3-7079-2043-7
- Eifelwandern 3 – Nationalpark Eifel, Rureifel: Wanderkarte mit Radwegen, Blatt 31-561, 1:25.000, Gemünd, Heimbach, Monschau, Rursee, Schleiden, (NaturNavi Wanderkarte mit Radwegen) Landkarte – Gefaltete Karte ISBN 978-3-96099-125-0